# René Angélil
René Angélil, född 16 januari 1942 i Montréal, Québec, död 14 januari 2016 i Henderson i Nevada, var en kanadensisk sångare och manager. Han var manager till, och senare även gift med, sångerskan Céline Dion. 

## Biografi
Angélil startade sin karriär som popsångare under 1960-talet i Montréal i poprock-gruppen Les Baronets(fr), och fortsatte sedan musikkarriären som manager. Han upptäckte Céline Dion 1981, när hon var 12 år gammal, och blev hennes manager. I december 1994 gifte de sig. Angélil diagnostiserades med strupcancer 1999, och 2013 opererades han för sjukdomen; delar av hans tunga opererades bort, vilket påverkade hans talförmåga. I juni 2014 slutade han som manager för hustrun.
Angélil och Dion fick tre söner tillsammans.